# 유기돈
유기돈(1971년 5월 14일 ~ )은 미국의 기업인이다.

## 생애
고교 때인 1989년 국제과학경진대회에서 환경과학 부문 대상을 차지하는 등 두각을 나타낸 후 스탠퍼드대 장학생으로 산업공학을 전공하였고 하버드 대학교 경영대학원(MBA)을 졸업하였다. 야후와 유튜브, 페이스북의 CFO를 차례로 역임한 데 이어 2012년 2월부터는 미식축구 샌프란시스코 포티나이너스(49ers)팀의 공동 구단주를 맡았다. 재미동포 최초로 미국 프로스포츠 구단주가 된 그는 수퍼볼 결승전에서 팀을 준우승으로 이끌었다.

## 학력
- 1989년 : University School of Nashville
- 1993년 : 스탠퍼드 대학교 대학원 산업공학 학사
- 1999년 : 하버드 대학교 경영학 석사